# Stellaria longipes
Stellaria longipes és una espècie de planta amb flor cariofil·làcia. La seva distribució és circumpolar dins l'Hemisferi Nord, incloent l'arxipèlag Svalbard. Creix en una ran varietat d'hàbitats incloent la tundra i la taigà i també creix als estatges subalpí i alpí.

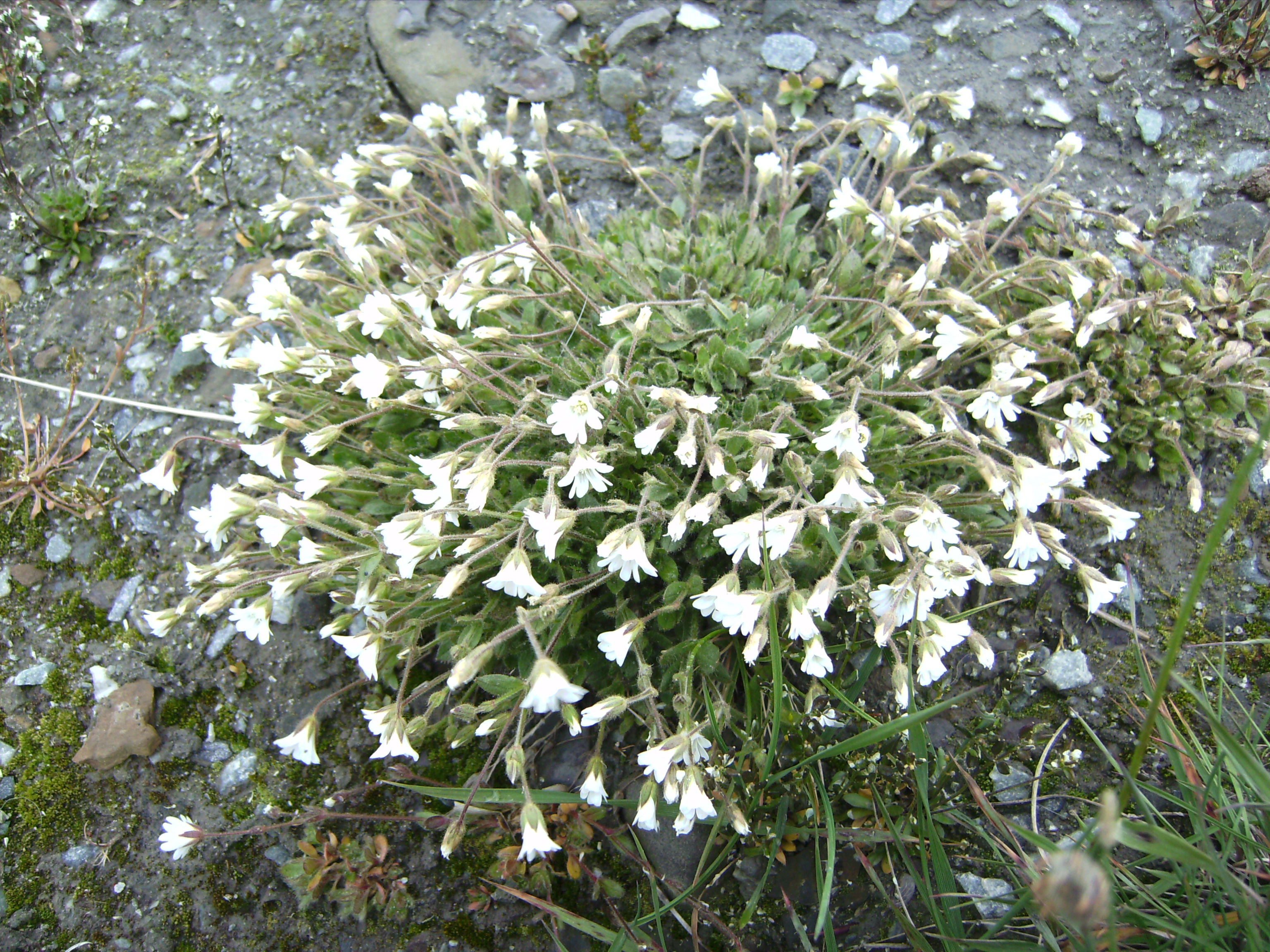
Flors ajagudes de S. longipes en un matí fred de juliol a Spitsbergen

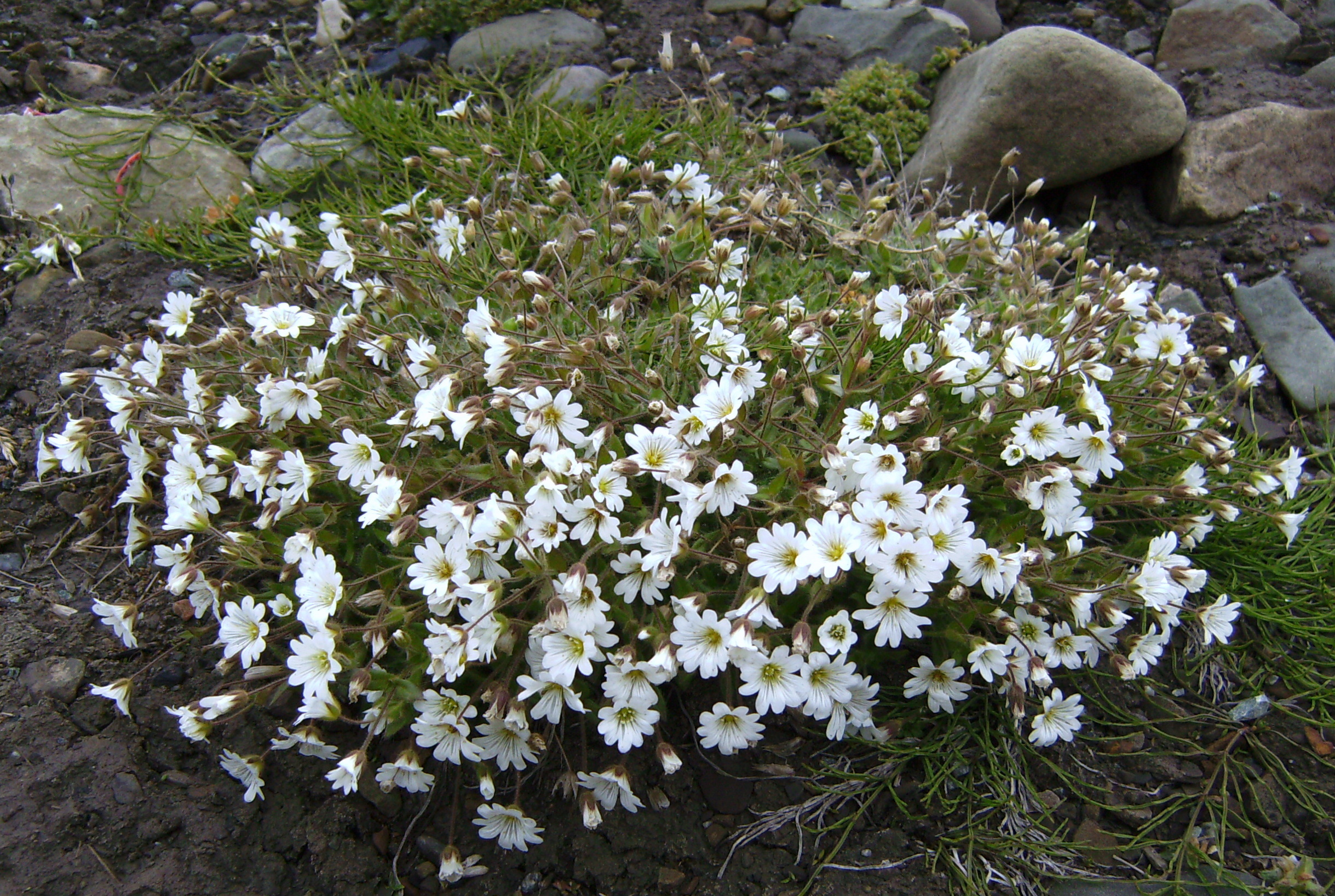
Flors erectes de S. longipes amb la temperatura mitjana de juliol (6 °C)

La seva morfologia és extremadament variable segons la seva constitució genètica i ambient on viu. Té un nombre de cromosomes variable segons els individus. En general és una espècie herbàcia amb rizoma que forma coixins o mates o que creix erecta. Les tiges poden ser curtes i simples o bé amb moltes branques. Les fulles són de linears a lanceolades, normalment d'1 a 4 cm de llargada i estan disposades de forma oposada en parells. La inflorescència porta una o més flors, cadascuna amb un pedicel curt. Les flors tenen 5 sèpals verds cadascun de pocs mil·límetres de llargada. Tenen 5 pètals blancs cadascun dividit en dos lòbuls de vegades tan dividits que semblen dos pètals en lloc d'un de sol. Aquesta planta és ginodioica, amb algunes flors que tenen parts reproductives funcionalment masculines o bé femenines i altres només són funcionalment femenines.
Hi ha dos subtàxons, la subespècie arenicola, es trobà només a les dunes del Llac Athabasca al Canadà central.